# Thuraiyur
Thuraiyur (o Turaiyur) è una suddivisione dell'India, classificata come municipality, di 30.998 abitanti, situata nel distretto di Tiruchirappalli, nello stato federato del Tamil Nadu. In base al numero di abitanti la città rientra nella classe III (da 20.000 a 49.999 persone).

## Geografia fisica
La città è situata a 11° 10' 04 N e 78° 36' 33 E.

## Società

### Evoluzione demografica
Al censimento del 2001 la popolazione di Thuraiyur assommava a 30.998 persone, delle quali 15.509 maschi e 15.489 femmine. I bambini di età inferiore o uguale ai sei anni assommavano a 3.102, dei quali 1.515 maschi e 1.587 femmine. Infine, coloro che erano in grado di saper almeno leggere e scrivere erano 22.780, dei quali 12.409 maschi e 10.371 femmine.